# Ярусевич Юрій Миколайович
Ю́рій Микола́йович Ярусе́вич — генерал-майор Збройних сил України.

## Життєпис
Дата народження: 27.01.71 р.
Закінчив середню школу у 1988 р.
З 1988 по 1993 р.р. навчався у Саратовському вищому військовому командно-інжерерному училищі ракетних військ (СВВКІУ РВ)
Після закінчення училища проходив службу на посадах у 199 гвардійській Дрезденській ордена Александра Невського ракетній бригаді (сухопутніх військ) — в/ч А1692, яка з 1994 р. дислокувалася у м Жовква (Нестеров) Львівської області.
Військове звання «майор» присвоєно 17.08.99 р.
Після створення першої ракетої дивізії (ОТР) у складі Збройних сил України (199 рбр увійшла у склад 1 РД) проходив службу на посадах:
- командира ракетного дивізіону,
- заступника начальника штабу ракетної бригади,
- начальника відділення бойової підготовки 1 ракетної дивізії (станом на жовтень 2002 р.).
Станом на березень 2007 року підполковник Ярусевич — командир 6-го навчального артилерійського полку, розташовується поблизу села Дівички.
Станом на жовтень 2016 року генерал-майор [Архівовано 19 жовтня 2016 у Wayback Machine.] Ярусевич — начальник штабу-перший заступник командувача ракетних військ і артилерії Сухопутних військ Збройних Сил Україна, колишній командир 6-го навчального артилерійського полку, який розташовувався поблизу села Дівички.

## Нагороди
2002 р. — відзнака МОУ «10 років ЗСУ»
21 жовтня 2014 року — за особисту мужність і героїзм, виявлені у захисті державного суверенітету та територіальної цілісності України, вірність військовій присязі під час російсько-української війни, відзначений — нагороджений орденом Богдана Хмельницького III ступеня.